# Араповаць
45°05′ пн. ш. 15°39′ сх. д. / 45.09° пн. ш. 15.65° сх. д.
Араповаць (хорв. Arapovac) — населений пункт у Хорватії, у Карловацькій жупанії у складі міста Слунь.

## Населення
Населення за даними перепису 2011 року становило 4 осіб.
Динаміка чисельності населення поселення: